# Овсищенское сельское поселение
Овси́щенское се́льское поселе́ние (карел. Ovsišan kyläkunda) — упразднённое муниципальное образование в составе Вышневолоцкого района Тверской области.
На территории поселения находился 41 населённый пункт. Центр поселения — посёлок Овсище.
Образовано в 2005 году, включило в себя территории Овсищенского и Кузнецовского сельских округов.

## Географические данные
- Общая площадь: 203,7 км²
- Нахождение: восточная часть Вышневолоцкого района
  - Граничит:
    - на севере — с Удомельским районом, Таракинское СП и Молдинское СП
    - на северо-востоке — с Максатихинским районом, Каменское СП
    - на юго-востоке — со Спировским районом, Козловское СП
    - на юге — со Спировским районом, Пеньковское СП
    - на юго-западе — с Дятловским СП

Главная река — Волчина. Несколько озёр, крупнейшее — Перхово (на границе с Удомельским районом).

Поселение пересекает автодорога «Вышний Волочёк—Бежецк—Сонково»

## Экономика
Основные хозяйства: СПК «Смычка» и АОЗТ «Кузнецовский».

## Население
По переписи 2002 года — 1083 человека (483 Кузнецовский и 600 Овсищенский сельские округа), на 01.01.2008 — 1019 человек.
Национальный состав: русские и тверские карелы.

## Населенные пункты
На территории поселения находятся следующие населённые пункты:
| №  | Тип нп | Название       | Население (2008 год) |
| -- | ------ | -------------- | -------------------- |
| 1  | дер.   | Антипково      | 9                    |
| 2  | дер.   | Бережок        | 4                    |
| 3  | дер.   | Благодать      | 1                    |
| 4  | пос.   | Благодать      | 0                    |
| 5  | дер.   | Богатково      | 63                   |
| 6  | дер.   | Бор-Космыниха  | 31                   |
| 7  | дер.   | Веселёво       | 0                    |
| 8  | дер.   | Заборье        | 0                    |
| 9  | дер.   | Калиты         | 0                    |
| 10 | дер.   | Карзово        | 19                   |
| 11 | дер.   | Космыниха      | 0                    |
| 12 | дер.   | Кочеево        | 0                    |
| 13 | дер.   | Кривцово       | 0                    |
| 14 | дер.   | Круглица       | 0                    |
| 15 | дер.   | Кузнецово      | 227                  |
| 16 | дер.   | Ладыгино       | 6                    |
| 17 | дер.   | Лисково        | 0                    |
| 18 | дер.   | Литвиново      | 1                    |
| 19 | дер.   | Малое Хребтово | 0                    |
| 20 | дер.   | Николаевское   | 4                    |
| 21 | дер.   | Новое Курово   | 28                   |
| 22 | дер.   | Овинники       | 0                    |
| 23 | дер.   | Овсище         | 40                   |
| 24 | пос.   | Овсище         | 323                  |
| 25 | дер.   | Очеп           | 2                    |
| 26 | дер.   | Падальцево     | 0                    |
| 27 | дер.   | Починок        | 78                   |
| 28 | дер.   | Пугино         | 0                    |
| 29 | пос.   | Пугино         | 0                    |
| 30 | дер.   | Пустынь        | 34                   |
| 31 | дер.   | Рябиниха       | 7                    |
| 32 | дер.   | Сопино         | 10                   |
| 33 | дер.   | Старое Курово  | 55                   |
| 34 | дер.   | Сухинино       | 14                   |
| 35 | дер.   | Труфаниха      | 12                   |
| 36 | дер.   | Фенютиха       | 7                    |
| 37 | дер.   | Филатиха       | 10                   |
| 38 | дер.   | Хребтово       | 1                    |
| 39 | дер.   | Чеполшево      | 21                   |
| 40 | дер.   | Шихино         | 12                   |
| 41 | дер.   | Язвы           | 0                    |

### Бывшие населенные пункты
На территории поселения исчезли деревни: Нагорное, Петровское, Ворониха, Кривуха, Спиниха, Бронница, Юркино и другие.

## История
В середине XIX-начале XX века деревни поселения относились к Овсищинской, Осеченской и Лугининской волостям Вышневолоцкого уезда Тверской губернии.

В 50-е годы XX века на территории поселения существовали Овсищенский сельсовет Вышневолоцкого района и Куровский сельсовет Спировского района Калининской области.